# Nanorana mokokchungensis
Nanorana mokokchungensis är en groddjursart som först beskrevs av Das och Shyamal Kumar Chanda 2000.  Nanorana mokokchungensis ingår i släktet Nanorana och familjen Dicroglossidae. IUCN kategoriserar arten globalt som otillräckligt studerad. Inga underarter finns listade i Catalogue of Life.